# كوماس (مقاطعة دورة)
كوماس (بالفارسية: کوماس) هي قرية تقع في Shurab Rural District في إيران. يقدر عدد سكانها بـ 232 نسمة بحسب إحصاء 2016.